# Думбревіца-де-Кодру
Думбревіца-де-Кодру (рум. Dumbrăvița de Codru) — село у повіті Біхор в Румунії. Входить до складу комуни Шоймі.
Село розташоване на відстані 393 км на північний захід від Бухареста, 49 км на південь від Ораді, 110 км на захід від Клуж-Напоки, 122 км на північний схід від Тімішоари.

## Населення
За даними перепису населення 2002 року у селі проживали 495 осіб, з них 494 особи (99,8%) румунів. Рідною мовою 494 особи (99,8%) назвали румунську.